# Paralingvistika
Paralingvistika (nebo parajazyk) zkoumá zvukovou stránku verbální komunikace. Parajazyk může být vyjádřen vědomě i nevědomě. Zahrnuje také v komunikaci použitý tón, hlasitost a někdy též intonaci řeči. Někdy je definice paralingvistiky omezena na zkoumání použití lidského hlasu.
Paralingvistické hledisko hraje důležitou roli v lidské řečové komunikaci. Řeč vždy obsahuje paralingvistický aspekt, jelikož je modulována hlasem. Paralingvistika se liší nejen od lingvistiky, ale i od psaného textu či znakového jazyka.
Jaro Křivohlavý uvádí, že paralingvistika tvoří přechod od mimoslovních – neverbálních ke slovním projevům. Paralingvistické složky mluvy pomáhají jednak vyjádřit a zdokumentovat pravost sdělované informace, tak i správně dešifrovat význam sdělení a postoj řečníka.

## Paralingvistické složky akustického projevu
Lze je rozdělit do 4 skupin.

### Hlasové dimenze akustického projevu
Hlas netlumočí jen obsah sdělení, nýbrž vypovídá i o psychickém rozpoložení hovořící postavy. Tento psychický stav se odráží především v tónu řeči a hlasitosti slovního projevu. Např. u maniodepresivní psychózy lze snadno rozlišit, v jakém aktuálním stavu se pacient nachází – smutek, skleslost během depresivní polohy či naopak živost a vzrušení při fázi manické. Obdobně lze v mírnějších podobách tyto aspekty zaznamenat i u osob bez vážnějších psychických potíží.
Zabarvení hlasu lze považovat za ukazatele aktuální nálady osoby. Někteří lidé mají velmi citlivý sluch k těmto projevům a dokáží zaregistrovat i sebemenší záchvěv v tónu hlasu. 

### Časové aspekty akustického projevu
Rychlost, tempo řeči je u lidí rozdílné. Řada studií zkoumala množství slov, která pronese muž a žena za den. Ženy toho řekly za den více, u sledované skupiny žen tvořila denní produkce cca 26 000 slov, muži vyřkli 10 000 až 12 000 slov během dne.
Mimo tohoto kritéria (produkce slov za časovou jednotku) jsou zde i další. Dynamika řeči ve vztahu s tématem hovoru naznačuje, co se děje v nitru hovořící osoby v různých časových fázích mluveného projevu. Fáze ticha může naznačovat nejistotu, rozpaky a váhání, naopak rychlý proud řeči zaujetí a citové vzrušení.
Tempo řeči by nemělo být monotónní. Mluví-li se o věcech nových, neobvyklých či o „těžkých“ tématech, je vhodnější zvolit pomalejší řeč. Dynamika slovního projevu by měla být úměrná obsahu a měla by brát ohled na posluchače. Při rychlejším tempu je vyšší pravděpodobnost nedorozumění.

### Interakční vztahy ve skupině při rozhovoru
V rozhovoru více osob lze vypozorovat několik znaků:
- délka řeči jednotlivých účastníků
- přestávky v řeči

Při rozborech rozhovorů byly odhaleny některé vztahy. Ukázalo se, že délka promluvy roste s počtem členů ve skupině. Ten, kdo si vezme slovo, využívá příležitosti, která zde není tak častá (jako např. při rozhovoru ve dvou) a mluví déle. Dalším faktorem při rozhovoru ve větší skupině je vliv délky předcházejícího projevu na délku toho následujícího. Pokud řečník mluvil krátce, existuje velká pravděpodobnost, že i následující člověk bude mluvit krátce. Lze uvést, že předchozí řečník poskytl jistý vzor, kterého se další osoby drží.
Důležitou roli sehrává i téma rozhovoru. Určitým tématům se věnuje méně času (např. intimní záležitosti, osobní postoje…) a jiným naopak mnoho (např. neosobní témata, věcná témata – počasí, sport,…).

### Mimoslovní složky hlasového projevu
O rozpoložení hovořící osoby něco vypovídají i všelijaké těžko popsatelné zvuky při slovním projevu. Kromě různých „ehm ehm...“, „hmmm...“, „éééé...“ sem patří i povzdechnutí a další projevy dýchání. Zjistilo se, že řada těchto zvuků má určitý smysl. Např. řečník, jenž v paměti formuluje větu či hledá správná slova, vyplní ticho (které mu může připadat trapné) podobným zvukem. Posluchači jsou tímto zvukem ujištěni, že se nejedná o konec projevu a mohou očekávat pokračování.
Chybami v řeči mohou být nedokončené věty, opomenutí, opakování již vyřčeného (pokud nejde o záměr), různá parazitická slova a fráze (naučené výrazy – např. „jaksi“, „že jo“, „jak se říká“,…), přeřeknutí a zakoktání. Podrobnější studie výskytu těchto chyb ukázala, že běžně je možno počítat průměrně s jednou chybou za 4 až 6 sekund. Zvýšenou četnost chyb může ovlivnit vnitřní tíseň hovořícího a osoba naslouchajícího (před někým se cítíme uvolněně, před jiným napjatě).

## Pomlky v plynulé řeči
Pomlky, pauzy v řeči, zmlknutí a podobné projevy také narušují plynulost řeči. Větné pomlky (mezi jednotlivými větami – trvají 0,5 až 1 sekundu) jsou potřebné, řeč se tak nestává lavinou či směsicí slov a je srozumitelná. Pomlky v jiných místech jsou tzv. „pomlky váhání“. Posluchač dokáže zaregistrovat takový náznak zaváhání již při délce pomlky 200 milisekund (jedna pětina sekundy). Větné pomlky (na rozdíl od pomlk váhání) souvisí i s pohyby účastníků rozhovoru (např. pokývnutí hlavou, přitakání).
Pomlky a přerušení hovoru naznačují, že existuje jisté kognitivní, poznávací plánování řeči. Osoba hovoří nejen tehdy, když má jasno v tom, co hodlá sdělit, ale i tehdy, když plánuje, o čem bude v další fázi hovořit. Studie naznačují, že tento proces je v mozku rozdělen mezi levou a pravou hemisféru.
Mezi další paralingvistické složky patří i slovní i větný přízvuk (akcent), intonace (melodie) řeči, dynamika (síla) hlasu, intenzita (hlasitost) a řada dalších, které spadají více do oblasti zájmu fonetiků, odborníků na rétoriku a estetiků řeči.

## Paralingvistické charakteristiky řeči (podle J. Křivohlavého)
1. Hlasitost řeči
  - velmi tichá – šepot
  - v mezích normálu
  - hlasitá – hlučná
2. Výška tónu řeči
  - hlubší hlas – bas, alt
  - v mezích normálu
  - vyšší hlas – tenor, soprán
3. Rychlost řeči
  - mluví pomalu – až příliš pomalu
  - mluví středně rychle
  - mluví velmi rychle
4. Objem řeči
  - řekne toho málo
  - hovoří přiměřeně
  - sdělí toho mimořádně mnoho
5. Plynulost řeči
  - není plynulá – se zámlkami a pomlkami
  - přirozená plynulost
  - mimořádná plynulost („mluví jako kniha“)
6. Intonace – melodie řeči
  - stále stejná, monotónní
  - přirozená
  - přehnaná intonace („téměř zpívá“)
7. Chyby v řeči
  - mnoho chyb a přeřeknutí v řeči, nedokončené věty apod.
  - chyby jsou v mezích normálu
  - řeč je téměř dokonalá, bez chyb
8. Správnost výslovnosti
  - nepečlivá, ledabylá výslovnost, vede k nesrozumitelnosti
  - normální výslovnost
  - přehnaná výslovnost („rádoby“ co nejsprávnější)
9. Kvalita řeči – věcnost hovoru
  - velmi strohý projev (téměř jen „ano“ a „ne“)
  - tématu přiměřený projev
  - rozvláčný projev – upovídaný
10. Členění řečí – frázování
  - bez výraznějších přestávek a pauz (mluví „jako stroj“, chybí např. přestávky mezi větami)
  - normální
  - přehnané členění – roztrhání řeči

## Mimoslovní hlediska komunikace (podle G. Tragera)
- trvalá, k nimž patří hlasové rozpětí, hlasitost, rychlost, plynulost a výslovnost řeči
- přechodná, k nimž patří intenzita, změny výšky a rychlosti hlasu
- tok řeči, kam patří pauzy, jejich typy, váhání a chyby